# کفش‌های قرمز (فیلم ۱۹۴۸)
کفش‌های قرمز (انگلیسی: The Red Shoes) فیلمی در ژانر رمانتیک، درام و موزیکال به کارگردانی امریک پرسبرگر و مایکل پاول است که در سال ۱۹۴۸ منتشر شد. از بازیگران آن می‌توان به آلبرت باسرمن و ازموند نایت اشاره کرد.

## جوایز
- برنده جایزه اسکار بهترین کارگردانی هنری ۱۹۴۸
- جایزه اسکار بهترین موسیقی فیلم ۱۹۴۸ (برایان ایسدیل)